# Wildwood (Tennessee)
Wildwood es un lugar designado por el censo ubicado en el condado de Blount en el estado estadounidense de Tennessee. En el Censo de 2010 tenía una población de 1.098 habitantes y una densidad poblacional de 170,46 personas por km².

## Geografía
Wildwood se encuentra ubicado en las coordenadas 35°48′00″N 83°52′7″O / 35.80000, -83.86861. Según la Oficina del Censo de los Estados Unidos, Wildwood tiene una superficie total de 6.44 km², de la cual 6.44 km² corresponden a tierra firme y (0%) 0 km² es agua.

## Demografía
Según el censo de 2010, había 1.098 personas residiendo en Wildwood. La densidad de población era de 170,46 hab./km². De los 1.098 habitantes, Wildwood estaba compuesto por el 96.72% blancos, el 0.27% eran afroamericanos, el 0.09% eran amerindios, el 0.55% eran asiáticos, el 0% eran isleños del Pacífico, el 0.91% eran de otras razas y el 1.46% pertenecían a dos o más razas. Del total de la población el 2.28% eran hispanos o latinos de cualquier raza.